# Missionale Theologie
Missionale Theologie (engl. missional theology) ist eine überwiegend in der englischsprachigen Welt entwickelte Form christlicher Theologie, welche als ersten Grund und letzten Zweck der Theologie die Mission sieht. Ein grundlegender Teil dieser Theologie ist das Konzept Missio Dei, welches Gott gegenüber der missionarisch tätigen Gemeinde als eigentlich und vorlaufend missionarisch wirksam versteht und dadurch Jesus Christus in den Fokus des theologischen Nachdenkens rückt. Missionale Theologie stellt eine Richtung der Missionstheologie dar, die sich vor allem im Kontext westlicher Gesellschaften verortet. Die missionale Theologie wurde vor allem durch protestantische Theologen entwickelt, steht aber in regem Austausch mit Erkenntnissen und Überlegungen der katholischen Theologie.
Die Bezeichnung „missional“ wurde vor 1998 nicht systematisch verwendet. Die inhaltliche Vor- und Erarbeitung dieses Konzepts fand jedoch bereits davor statt. So entlehnt die missionale Theologie viele ihrer grundlegenden Überzeugungen der Theologie Karl Barths, welcher erst als reformierter Pfarrer, dann als Professor für Systematische Theologie in der Schweiz und in Deutschland wirkte. Auch der deutsche Theologe und Missionsdirektor Karl Hartenstein ist für die frühe missionale Theologie eine wichtige Figur. Später wurde die missionale Theologie jedoch fast ausschließlich in der angelsächsischen Welt von dem Theologen Lesslie Newbigin und den Missiologen David Jacobus Bosch oder Darrell Likens Guder betrieben und weiterentwickelt. Im deutschen Sprachraum findet die Missionale Bewegung und ihre Theologie weniger Anhänger und kaum Rezeption. Ausnahmen sind evangelische Theologen wie Peter Aschoff, Tobias Faix, Johannes Reimer, Bernhard Ott und die theologische Ausbildungsstätte Institut für Gemeindebau und Weltmission.

## Theologische Grundlagen
Die missionale Theologie teilt viele Überzeugungen mit der Theologie Karl Barths. Unverkennbar ist zuerst ihre Christozentrik. Jesus Christus als das eine Wort Gottes steht als lebendiger Gott im Mittelpunkt der theologischen Reflexion. In ihm ist der missionarische Auftrag der christlichen Gemeinde manifest und in ihm lässt sich auch die Berufung des Gottesvolkes in der israelitischen Zeit verstehen: Alles vor und nach seiner Zeit ist Zeugnis auf ihn und von ihm aus verständlich. Darrell Likens Guder betont, dass dies die grundlegende Infragestellung jeglichen menschlichen missionarischen Bemühens durch Jesus Christus sei: Durch den Glauben an ihn wird dieses Bemühen zum reinen Zeugendienst, welcher nie autonomes, von sich aus wirksames Tun sein kann.

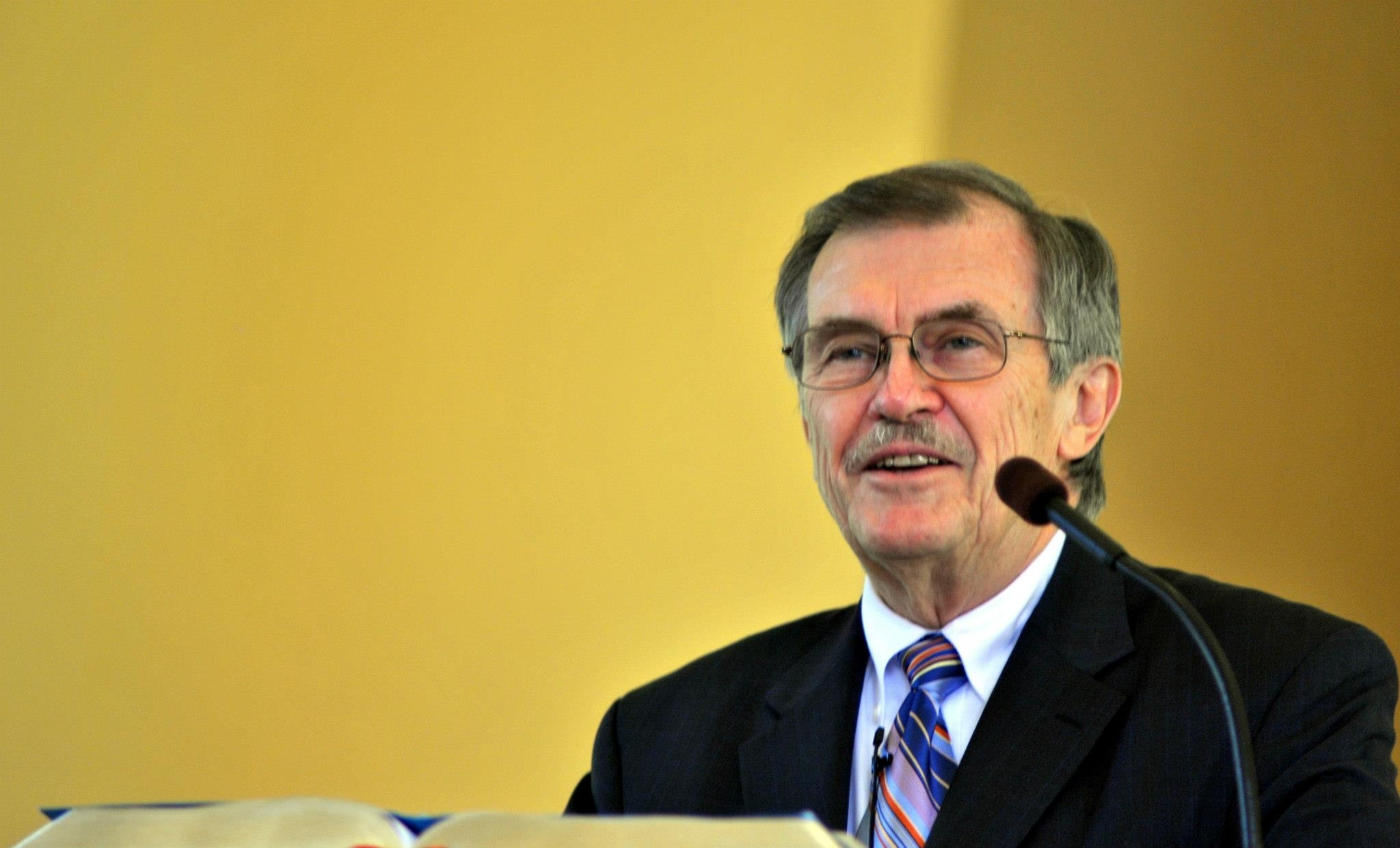
Darrell Likens Guder predigt in Princeton (New Jersey)

Eine weitere, mit Barth übereinstimmende theologische Auffassung ist, dass das Heilsgeschehen in Jesus Christus die Offenbarung des „wesenhaft gnädigen Gottes“ darstellt. Missionale Theologie und missionarische christliche Gemeinde verkündet den Menschen Gottes „Ja“ zu ihnen und erst im Anschluss daran und in diesem Ja eingeschlossen Gottes „Nein“ zu ihren Sünden. Die Menschen haben keinen Einfluss auf ihr Heil und die bereits versöhnte Beziehung Gottes zu ihnen.
Daraus folgt, als letzte theologische Grundkonstante, ein sogenannter „christologischer Universalismus“. Eberhard Jüngel hat diesen im ausdrücklichen Anschluss an Barth pointiert formuliert. Missionale Theologie ist gegenüber der Theologie Jüngels eigenständig, betont jedoch mit ihm Gottes „Ja“ zu den Menschen in Jesus Christus und darin Gottes ursprünglich gewollte Menschlichkeit, welche aufgrund ihrer göttlichen Macht eine Gottlosigkeit des Menschen verunmöglicht. Wie Jüngel Gottes Menschlichkeit betont, betont die missionale Theologie das inkarnatorische und weltzugewandte Sein der Kirche. Trotz dieser inhaltlichen Überschneidungen kann Jüngel nicht als Ideengeber oder als Mitentwickler und Verfechter der missionalen Theologie gelten.

## Programm

### Missio Dei
Das Konzept Missio Dei beinhaltet, dass Mission in erster Linie Gottes Mission ist. Gott wird als missionarisch handelnd verstanden und so ist die Mission der christlichen Gemeinde unmittelbar aus seinem Sein und Handeln erwachsen. Gottes missionarisches Wesen zeigt sich, bereits nach klassisch protestantischer Auffassung, darin, dass der Vater den Sohn und Vater und Sohn zusammen den Geist senden. Gott ist also traditionellerweise in einer Bewegung zur Welt hin verstanden, welche die christliche Gemeinde ihrerseits nachvollzieht. Sie handelt missionarisch, indem sie Anteil an Gottes Mission hat.

Das Cover von David Jacobus Boschs Buch Transforming Mission

### Zwei Dimensionen der Mission der christlichen Gemeinde
Aus dem Konzept Missio Dei ergeben sich zwei Dimensionen der Mission der christlichen Gemeinde, welche der missionalen Theologie ihren grundständigen Charakter geben. Erstens, von Gott Reden im Sinne des „lehret sie“ aus Mt 28,20 . In dieser ersten Bedeutung ist die Mission sowohl Auslöser als auch tragendes Fundament der Theologie und des Tuns der christlichen Gemeinde. Zweitens, bedeutet Mission das Bewusstsein der Sendung, wie es im Bibelwort „Wie der Vater mich gesandt hat, so sende ich euch“ (Joh 20,21 ) zum Ausdruck kommt. Diese beiden Bedeutungen von Mission stellen 1. eine Reflexion auf den Auftrag dar und zugleich erläutern sie 2. die Rahmenbedingungen, über die hinaus heutiges theologisches Nachdenken nach Auffassung der missionalen Theologie nicht gehen kann.

### Kirche als Zeugengemeinschaft
Die missionale Theologie versteht die Kirche als Gemeinschaft von Zeugen. Es war die grundlegende Einsicht des jungen, religiös-sozialistisch engagierten Karl Barth gegenüber zeitgenössischer Theologie aber auch dem damaligen Religiösen Sozialismus gegenüber, dass hier „immer schon alles fertig [war] ohne Gott. Gott sollte immer gut genug sein zur Durchführung und Krönung dessen, was die Menschen von sich aus begannen.“ Barth entwickelte aus dieser Einsicht heraus seine frühe Theologie der Krisis und auch der Weltmissionsrat vertrat in den Jahren 1938–1952 zwischen seinen zwei wichtigen Tagungen in Tambaram und Willingen die Einsicht, dass es nicht die Kirche selbst, sondern der dreieinige Gott sei, welcher sich selbst missionarisch verhalte. Karl Barth war hier nachweislich der wichtigste Ideengeber, und so vertritt eine missionale Theologie heute mit Karl Barth die Überzeugung, dass die christliche Gemeinde nur als Zeugengemeinschaft ihr wirkliches Sein haben könne. Als diese habe sie ihr tragendes Fundament nur in Gott. Gott wird als derjenige verstanden, welcher vorangeht, leitet und stärkt. Josef Hromádka drückte dies mit den Worten „die Kirche ist dort, wo ihr Herr ist“ aus.

### Das Ende des Christentums
Die vor allem durch Darrell Likens Guder und David Jacobus Bosch geprägte Formel „end of christendom“ meint, dass die seit Kaiser Konstantin währende und durch Kaiser Karl der Große nochmals intensivierte Privilegierung des Christentums in der westlichen Welt derzeit an vielen Orten zu einem Tiefpunkt oder sogar zu einem vorläufigen Ende gelangt ist. Darrell Likens Guder sieht in dieser Entwicklung jedoch nichts Dramatisches. Vielmehr ist es das Ende einer aus seiner Sicht der Natur des Christseins eher fremden Konstellation. Sie ist nicht zu verwerfen, es stellt aber aus Guders Sicht keine Tragik dar, wird sie letztendlich aufgelöst. Was nämlich aus theologischer Sicht nicht aufgelöst werden kann, ist die tragende und tröstende Beziehung der pilgernden Kirche zu Gott. Darrell Likens Guder zieht hier das Beispiel der lateinamerikanischen Basisgemeinden zu Rate, in denen es vor allem an institutionellen Strukturen und an materiellen Gütern mangelte und in denen dennoch authentisch die Botschaft des Evangeliums verkündet und in ihrem Zeichen gelebt wurde. Das Beispiel der Basisgemeinden zeigt, dass ein Blick auf Kirchen und Gemeinden außerhalb der durch „christendom“ geprägten Verhältnisse für die Reflexion auf das eigene missionale Handeln lohnenswert ist.

## Methode

### Missionale Hermeneutik
Darrell Likens Guder und David Jacobus Bosch fordern in ihrer missionalen Theologie, die Bibel wieder verstärkt in das Zentrum des Lebens der christlichen Gemeinde zu stellen. Die Bibel, in erster Linie aber das Neue Testament, sollte dann aus ihrer Sicht als Dokument missionarischen Lebens gelesen werden. Für sie ist die Mission wie Martin Kähler es einmal gesagt hat „die Mutter der Theologie“ und das Neue Testament ist das Zeugnis von der im Entstehen begriffenen Kirche, die durch die Begegnung mit der Welt gezwungen ist, den Inhalt ihres Glaubens – unter anderem in der schriftlichen Form der Evangelien und Briefe etc. – zu reflektieren. Dieses missionarische Verständnis der biblischen Schriften soll laut Bosch ihre Exegese und Hermeneutik leiten. Wird diese Auffassung eingehalten, kann laut Bosch die Bibel wieder zur Weisung der Gemeinde in ihrem Bemühen um christliche Wahrheit und Aufrichtigkeit werden.

### Missionsgeschichte
Neben der Bibel muss auch die Geschichte des Lebens der christlichen Gemeinde missionarisch verstanden werden. Hans Küng wie David Jacobus Bosch und Darrell Likens Guder teilen die Geschichte der Kirche in sechs verschiedene sich wandelnde Epochen bzw. Paradigmen ein, welche verschiedene Wege der Kirche darstellen, ihre eigene Mission zu interpretieren.
Diese Paradigmen sind:
1. das apokalyptische Paradigma der frühen Christenheit,
2. das hellenistische Paradigma der patristischen Periode,
3. das mittelalterliche Paradigma der römisch-katholischen Kirche
4. das protestantische Paradigma,
5. das Paradigma der modernen Aufklärung,
6. das entstehende ökumenische Paradigma.

Aus der Reflexion der Paradigmenabfolge sollen laut Bosch die Prägung der Kirche und die Umsetzung ihres Auftrags durch die sich ändernden Zeiten erkennbar werden. Gelingt dies, soll diese Erkenntnis der Theologie und der christlichen Gemeinde heutzutage einen klareren Blick auf die eigene Prägung und ihre Bedürfnisse ermöglichen. Reppenhagen führt für die heutige Zeit aus, dass ein Paradigma vonnöten sei, das eine „radikale Diskontinuität mit der eigenen Kultur“ herbeiführt, da dem Evangelium immer ein neuer Gehorsam und eine neue Bindung zukommen müsse.

### Reflexion auf das Umfeld der Mission
Missionale Theologie hat, nachdem sie ihren Auftrag erinnert, auch die Aufgabe ihr eigenes Umfeld zu analysieren. Nur nach einer Betrachtung und Analyse der Lebensumstände der christlichen Gemeinde kann diese auch wirksam Zeuge der christlichen Botschaft sein, weil sie ihre Adressaten sonst nicht in ihren Bedürfnissen oder falschen Gewissheiten trifft. In dieser Betrachtung muss die missionale Theologie interdisziplinär werden und zum Beispiel gute und richtige Erkenntnisse bspw. der Befreiungstheologie, der kontextuellen Theologie oder des Religiösen Sozialismus aufnehmen.

## Praxis
Die Reflexion auf missionale Theologie führt nicht automatisch zu einer besser gelingenden und erfolgreicheren missionarischen Arbeit. Dennoch können laut Darrell Likens Guder drei Schritte exemplarisch genannt werden, die in jedem Fall notwendig und zielführend sind.
1. Darrell Likens Guder betont stets die Wichtigkeit von biblischer Unterweisung. Die Bibel soll als Instrument des Heiligen Geistes verstanden werden, das die fortdauernde Unterweisung der Gemeinde in seinem Sinne ermöglicht.[23]
2. Jesus Christus ist das Zentrum christlichen Lebens. So fordert die missionale Theologie eine stetige Konzentration auf ihn und die untrennbar mit ihm verbundene Botschaft des Evangeliums. So muss er zum einen stets Fundament des Gebets, der Predigt und der Katechese, sowie des restlichen Alltags der Gemeinde sein. Zum anderen ist die Konzentration auf Jesus Christus für die missionale Theologie Auftrag die Grenzen der christlichen Gemeinde zu verlassen und im Dienst und Zeugnis bei anderen Menschen zu leben.[23]
3. Die christliche Gemeinde ist für die missionale Theologie keine Heilsanstalt für die Menschen. Sie ist nicht Dienstleister an den religiösen Bedürfnissen der Menschen. Vielmehr leitet missionale Theologie dazu an, jede Christin und jeden Christen zu einem klaren Verständnis und Bewusstsein ihrer oder seiner Berufung zu führen. So ist missionale Theologie zuerst eine sich in Richtung der Gemeinde wendende Theologie, welche erst im zweiten Schritt die Sendung der Gemeinde nach außen fordert.[23]

## Kritik
Nach Hannes Wiher und Bernhard Ott ist die Missionale Theologie „schwach“ bei der „Heilsaneignung“. In den Texten von missionalen Theologen sei kaum je von der Taufe die Rede.